# Parafia św. Marii Magdaleny w Wodzisławiu Śląskim
Parafia św. Marii Magdaleny w Radlinie – parafia rzymskokatolicka znajdująca się w Wodzisławiu Śląskim, w dzielnicy Radlin II. Należy do dekanatu wodzisławskiego. Jest to druga obok parafii św. Izydora parafia w dzielnicy Radlin II. Parafia św. Marii Magdaleny to historyczna parafia Radlin.

## Historia
Radlin jako wioska został założony na prawie niemieckim około 1300. Spis świętopietrza z 1447 nie wspomina o istnieniu tu kościoła. Być może kościół był wtedy zniszczony, wskutek wojen husyckich. W 1652 istniał tu już odbudowany kościół św. Marii Magdaleny. Kościół w Radlinie do 1904 r. był filialnym parafii w Wodzisławiu. Samodzielna parafia została powstała 1 IV 1904. W 1929 wybudowano obecny kościół św. Marii Magdaleny, poświęcony 21 IX 1930. Projektantem kościoła był architekt Affa z Raciborza. 
Od 1975 r. administracyjnie parafia należy do miasta Wodzisław Śl. Teren radlińskiej parafii obejmuje tzw. Radlin Dolny, osiedle Dębowa w Wodzisławiu Śląskim oraz ulice Wantuły, Kostki-Napierskiego, Wrzosowa, Rybnicka i osiedle Mikołajczyka w mieście Radlin. Do parafii należy ok. 3735 wiernych.
Z parafii pochodzi kardynał Bolesław Kominek, metropolita wrocławski.

## Proboszczowie
- ks. Paweł Bojdoł (1904–1914)
- ks. Jan Ruta (1914–1946)
- ks. Karol Orliński (administrator w latach 1945–1946)
- ks. Jan Jarząbek (1957–1963, w latach 1946–1957 był administratorem parafii)
- ks. Franciszek Mokros (administrator w latach 1963–1981)
- ks. kan. Antoni Stych (1981–2005)
- ks. Tadeusz Wciórka (2005–2024)
- ks. Krystian Helbik (od 2024)